# Montureux-et-Prantigny
Montureux-et-Prantigny is een gemeente in het Franse departement Haute-Saône (regio Bourgogne-Franche-Comté) en telt 203 inwoners (2011). De plaats maakt deel uit van het arrondissement Vesoul.

## Geografie
De oppervlakte van Montureux-et-Prantigny bedraagt 11,9 km², de bevolkingsdichtheid is 17,1 inwoners per km².
De onderstaande kaart toont de ligging van Montureux-et-Prantigny met de belangrijkste infrastructuur en aangrenzende gemeenten.

## Demografie
Onderstaande figuur toont het verloop van het inwonertal (bron: INSEE-tellingen).